# Xystocheir brachymacris
Xystocheir brachymacris är en mångfotingart som beskrevs av Shelley 1996. Xystocheir brachymacris ingår i släktet Xystocheir och familjen Xystodesmidae. Inga underarter finns listade i Catalogue of Life.